# Molo Sartorio

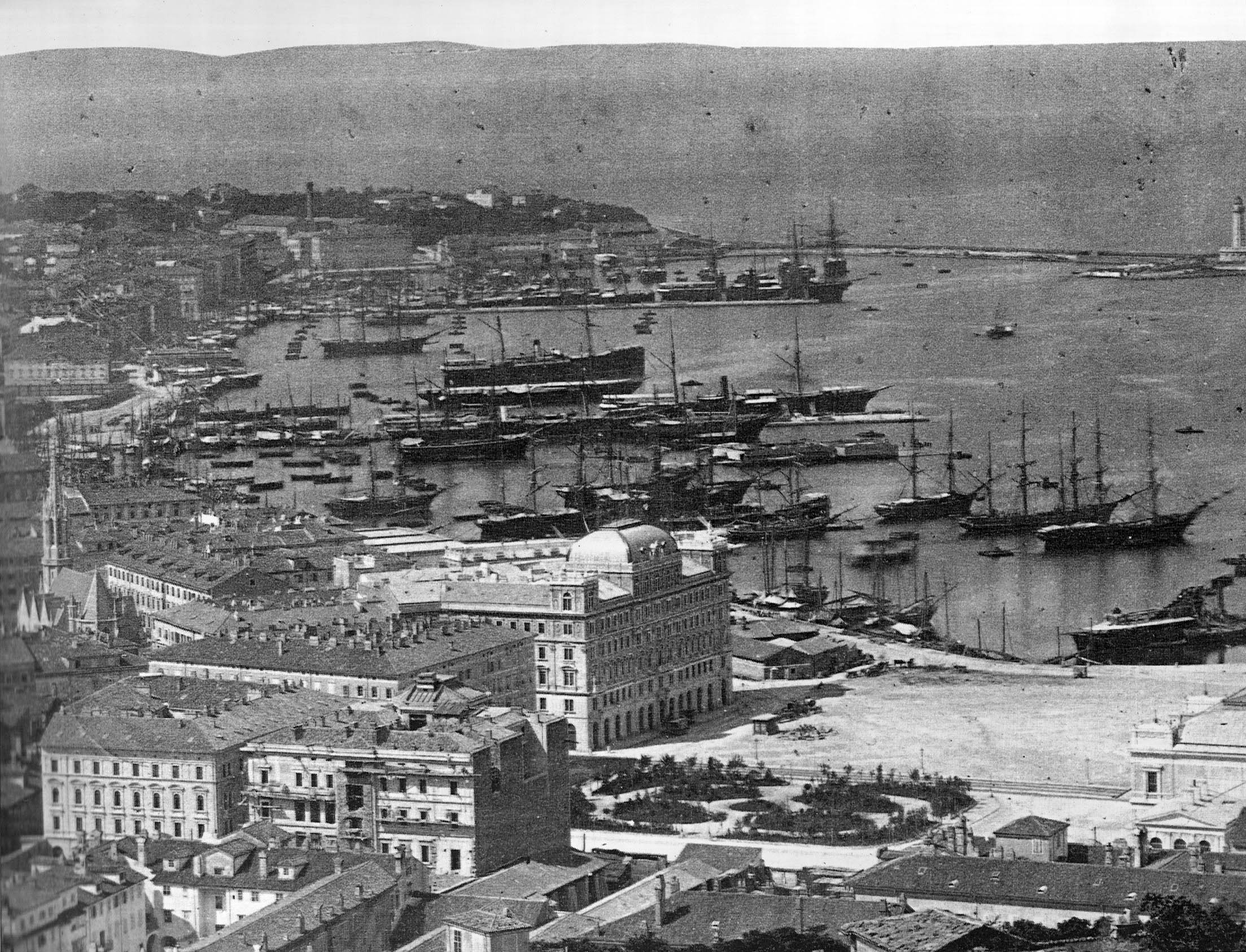
Hafen von Triest (1885)

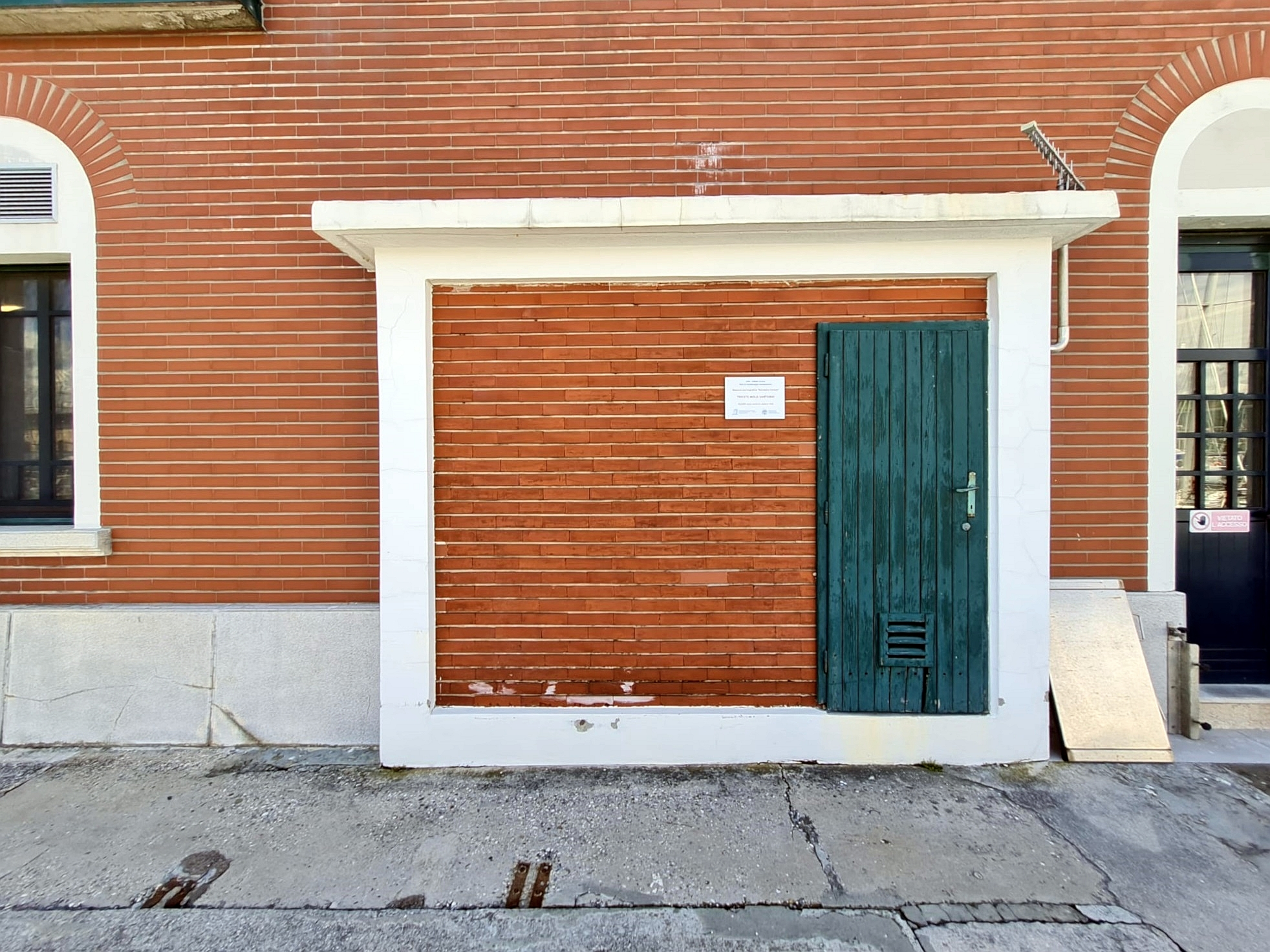
Instrumentengebäude des Mareografen für den Pegel Triest am Molo Sartorio

Der Molo Sartorio ist ein Teil des zentralen Hafenbeckens von Triest, knapp südöstlich des Konferenzzentrums. Die Mole erhielt ihren Namen nach der Bankiers- und Handelsfamilie Sartorio, deren Aktivitäten seit langem für die nördliche Adria bedeutend sind. Auch das Stadtmuseum Civico Museo Sartorio ist nach dieser Dynastie benannt.
Am Molo Sartorio wurde im 19. Jahrhundert ein für Mitteleuropa wichtiger Pegel (Mareograf) zur genauen, langfristigen Registrierung des Meeresspiegels installiert, der von der 1841 gegründeten Meereswarte und dem Militärgeografischen Institut betrieben wurde. Die hier bis 1875 und nochmals bis 1900 beobachtete mittlere Höhe des Meeresspiegels wurde von Österreich-Ungarn als Nullniveau für das Höhensystem „Meter über Adria“ definiert. Es ist bis heute der für Südosteuropa wichtigste Höhenbezug (ausgenommen: Albanien mit „Meter über Adria“ bezogen auf einen Pegel in Durrës).